# ハンス・ヴェーア

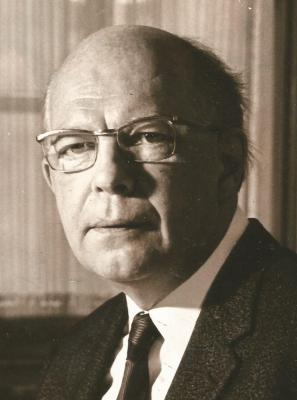
ハンス・ヴェーア

ハンス・ヴェーア（Hans Wehr, 1909年7月5日 - 1981年5月24日）は、ドイツの著名なアラブ研究者。ミュンスター大学アラブ・イスラーム研究所教授。
ライプツィヒ生まれ。1957年から1974年までミュンスター大学で教授を務めた。彼の著書『現代文語アラビア語辞典』（Arabisches Wörterbuch für die Schriftsprache der Gegenwart）は、現在に至るまで重要なアラビア語-ドイツ語（亜独）辞典であり、1961年には英語に翻訳された。ドイツ語原典はヴェーア没後の1985年に第5版が発行されている。
ミュンスターにて没。

## 主要著書
- 現代文語アラビア語辞典 Arabisches Wörterbuch für die Schriftsprache der Gegenwart. Erstauflage Leipzig 1952